# David Thewlis
David Thewlis (Blackpool, Lancashire, 20. ožujka 1963.), engleski glumac.

## Rani život
David Thewlis rođen je kao David Wheeler 20. ožujka 1963. u Blackpoolu. Rođen je kao treće dijete u obitelji, a svoje prezime Thewlis preuzeo je od majčinog djevojačkog prezimena. Kao tinejdžer svirao je gitaru u bendu. Studirao je u Londonu, gdje je diplomirao 1985.

## Glumačka karijera
Thewlisova prva veća filma uloga bila je u filmu Naked gdje je glumio Johnnyja. Zbog te uloge Thewlis je hvaljen i dobio je brojne nagrade za najboljeg glumca. Iste godine nastupio je i na jednoj TV-seriji kao seksualni predator. Idućih godina glumi u filmovima uglavnom fantastičnog žanra. Među njegovim najpoznatijim ulogama iz tog vremena ističu se one u filmovima Restoracija (1995.), Crni ljepotan (1994.), Potpuna pomrčina (1995.), Zmajevo srce (1996.) i Sedam godina uTibetu (1997.) Thewlis je zbog posljednjeg filma dobio zabranu ulaska u Kinu. Od 1997. glumio je u još par zvučnijih naslova, a za ulogu u filmu Divorcing Jack nominiran je za Britansku nezavisnu filmsku nagradu.
Thewlisu je svjetski uspjeh donio filmski serijal o mladom čarobnjaku Harryju Potteru. Prvi puta se pojavljuje u trećem filmu, Harry Potter i Zatočenik Azkabana, u ulozi Remusa Lupina, profesora Obrane od mračnih sila. Iako mu je ova uloga povećala popularnost - pogotovo među mlađim generacijama - Thewlis za nju nije išao na audiciju. Alfonso Cuarón, redatelj trećeg nastavka, ga je sam odabrao nakon što je uloga Profesora Quirrella, za koju se prijavio, otišla Ianu Hartu. Ulogu profesora-vukodlaka Thewlis je reprizirao u još četiri nastavka serijala.
Od nedavnih uloga sigurno treba istaknuti one u filmovima Kraljevstvo nebesko i Omen.

## Redateljstvo i ostali projekti
David Thewlis je 1995. režirao kratkometražni film Hello, Hello, Hello, koji je nominiran za BAFTA nagradu u kategoriji Najbolji kratkometražni film. Također je napisao, režirao, i glumio u filmu Cheeky 2003. godine.
Thewlis je također i pisac: njegov roman prvijenac,The Late Hector Kipling, pametna i cinična crna komedija smještena u umjetnički svijet, izašao je 2007. godine u izdanju izdavačke kuće Simon & Schuster.

## Privatni život
Thewlis se 1992. oženio redateljicom Sarom Sugarman, no razveli su se 1993. Od 2001. do 2010. godine je bio u vezi s britanskom glumicom Annom Friel s kojom ima kćer Gracie (rođena 2005.).

## Filmografija

### Film
| Godina | Naziv                                          | Uloga                             | Bilješke                                                   |
| ------ | ---------------------------------------------- | --------------------------------- | ---------------------------------------------------------- |
| 1987.  | Road                                           | Joey                              |                                                            |
| 1987.  | The Short & Curlies                            | Clive                             | Kratkometražni film                                        |
| 1988.  | Vroom                                          | Ringe                             |                                                            |
| 1988.  | Little Dorrit                                  | George Braddle                    |                                                            |
| 1989.  | Uskrsnuli                                      | Kevin Deakin                      |                                                            |
| 1991.  | Life Is Sweet                                  | Nicolin ljubavnik                 |                                                            |
| 1991.  | Afraid of the Dark                             | Bravar Tom Miller                 |                                                            |
| 1992.  | Swords at Teatime                              | Michael                           | Kratkometražni film                                        |
| 1992.  | Požuda                                         | Detektiv                          |                                                            |
| 1993.  | Proces                                         | Franz                             |                                                            |
| 1993.  | Razgolićeni                                    | Johnny                            |                                                            |
| 1994.  | Crni ljepotan                                  | Jerry Barker                      |                                                            |
| 1995.  | Potpuna pomrčina                               | Paul Verlaine                     |                                                            |
| 1995.  | Restauracija                                   | John Pearce                       |                                                            |
| 1995.  | Hello, Hello, Hello                            |                                   | Kratkometražni film; Scenarist/ Redatelj                   |
| 1996.  | James i divovska breskva                       | Glista                            | Glas                                                       |
| 1996.  | Zmajevo srce                                   | Kralj Einon                       |                                                            |
| 1996.  | Otok doktora Moreaua                           | Edward Douglas                    |                                                            |
| 1997.  | Putovanje uz novčić                            | Santini                           |                                                            |
| 1997.  | Sedam godina u Tibetu                          | Peter Aufschnaiter                | Zbog filma mu je zabranjen ulazak u Narodnu Republiku Kinu |
| 1998.  | Veliki Lebowski                                | Knox Harrington                   |                                                            |
| 1998.  | Divorcing Jack                                 | Dan Starkey                       |                                                            |
| 1998.  | Besieged                                       | Jason Kinsky                      |                                                            |
| 1999.  | Whatever Happened to Harold Smith?             | Nesbit                            |                                                            |
| 2000.  | The miracle maker                              | Juda Iškariotski                  | Glas                                                       |
| 2000.  | Gangster No. 1                                 | Freddie Mays                      |                                                            |
| 2000.  | Beckett on Film: Endgame                       | Clov                              |                                                            |
| 2001.  | Goodbye Charlie Bright                         | Charlijev otac                    |                                                            |
| 2002.  | D.I.Y. Hard                                    | Čovjek                            | Kratkometražni film                                        |
| 2003.  | Cheeky                                         | Harry Sankey                      | Scenarist/Redatelj                                         |
| 2003.  | Tijek vremena                                  | Robert Doniger                    |                                                            |
| 2004.  | Harry Potter i zatočenik Azkabana              | Remus Lupin                       |                                                            |
| 2005.  | Kraljevstvo nebesko                            | Hospitaler                        |                                                            |
| 2005.  | Sva nevidljiva djeca                           | Jonathan                          |                                                            |
| 2005.  | Novi svijet                                    | Edward Wingfield                  |                                                            |
| 2006.  | Sirove strasti 2                               | Roy Washburn                      |                                                            |
| 2006.  | Pretkazanje                                    | Keith Jennings                    |                                                            |
| 2007.  | Unutrašnji život Martina Frosta                | Martin Frost                      |                                                            |
| 2007.  | Harry Potter i Red feniksa                     | Remus Lupin                       |                                                            |
| 2008.  | Dječak u prugastoj pidžami                     | SS-Obersturmbannführer Ralph      |                                                            |
| 2009.  | Harry Potter i princ miješane krvi             | Remus Lupin                       |                                                            |
| 2009.  | Veronika je odlučila umrijeti                  | Dr. Blake                         |                                                            |
| 2010.  | Mr. Nice                                       | Jim McCann                        |                                                            |
| 2010.  | Londonski Bulevar                              | Jordan                            |                                                            |
| 2010.  | Harry Potter i Darovi smrti - 1. dio           | Remus Lupin                       |                                                            |
| 2011.  | Harry Potter i Darovi smrti - 2. dio           | Remus Lupin                       |                                                            |
| 2011.  | Aung San Suu Kyi: istinita priča               | Michael Aris                      |                                                            |
| 2011.  | Nepoznati                                      | William Cecil, 1st Baron Burghley |                                                            |
| 2011.  | Put rata                                       | Lyons                             |                                                            |
| 2012.  | Separate We Come, Separate We Go               | Norman                            | Kratkometražni film                                        |
| 2013.  | Red 2: Umirovljeni, naoružani i iznimno opasni | Žabac                             |                                                            |
| 2013.  | Tajne petog staleža                            | Nick Davies                       |                                                            |
| 2013.  | Nulti teorem                                   | Joby                              |                                                            |
| 2014.  | Teorija svega                                  | Dennis Sciama                     |                                                            |
| 2014.  | Umobolnica na osami                            | Mickey Finn                       |                                                            |
| 2014.  | Queen and Country                              | Bradley                           |                                                            |
| 2015.  | Regression                                     | Profesor Kenneth Raines           |                                                            |
| 2015.  | Legend                                         | Leslie Payne                      |                                                            |
| 2015.  | Macbeth                                        | Kralj Duncan                      |                                                            |
| 2015.  | Anomalisa                                      | Michael Stone                     | Glas                                                       |
| 2016.  |                                                |                                   |                                                            |
| 2017.  | Wonder Woman                                   |                                   |                                                            |

### Televizija
| Godina        | Naziv                          | Uloga                     | Bilješke |
| ------------- | ------------------------------ | ------------------------- | --- |
| 1985.         | Mućke                          | Stew                      | Epizoda: "It's Only Rock and Roll" |
| 1985.         | Radio Pictures                 | Jim Grams                 | TV film |
| 1986.         | The Singing Detective          | Second Soldier            | Epizode: "Lovely Days" "Who Done It" |
| 1987. – 1988. | Valentine Park                 | Max                       | |
| 1989.         | A Bit of a Do                  | Paul Simcock              | Epizode: "The White Wedding" "The Dentist's Dinner Dance" "The Angling Club Christmas Party" "The Charity Horse-Racing Evening" "The Crowning of Miss Frozen Chicken" "The Registry Office Wedding" |
| 1989.         | Skulduggery                    | Tony                      | TV film |
| 1990.         | Oranges Are Not the Only Fruit | Doctor                    | TV mini-serija |
| 1991.         | Journey to Knock               | Terry                     | TV film |
| 1991.         | Shrinks                        | Terry Slater              | Epizoda 1.5 |
| 1991.         | Screen One                     | Tim Shanks                | Epizoda: "Filipina Dreamgirls" |
| 1992.         | Black and Blue                 | Posjetitelj u krematoriju | TV film |
| 1993.         | Frank Stubbs Promotes          | Mike Bence                | Epizoda: "Striker" |
| 1993.         | Prime Suspect 3                | James Jackson             | TV film |
| 1994.         | Dandelion Dead                 | Oswald Martin             | TV mini-serija |
| 1999.         | Love Story                     | Diler                     | TV film |
| 2000.         | Endgame                        | Clov                      | TV film |
| 2001.         | Hamilton Mattress              | Hamilton Mattress (Glas)  | TV film |
| 2002.         | Dinotopia                      | Cyrus Crabb               | TV mini-serija |
| 2007.         | The Street                     | Joe Harry Jennerson       | Epizoda: "Twins" |
| 2014.         | Family Guy                     | British Father            | Epizoda: “Chap Stewie” |
| 2015.         | An Inspector Calls             | Inspektor Goole           | TV Film |

### Videoigre
| Year  | Title                        | Role                |
| ----- | ---------------------------- | ------------------- |
| 2004. | World of Warcraft            | Lord Darius Crowley |
| 2010. | World of Warcraft: Cataclysm | Lord Darius Crowley |

## Vanjske poveznice
- David Thewlis u internetskoj bazi filmova IMDb-u (engl.)
- Welcome to 'Thewlis Rox'  Arhivirana inačica izvorne stranice od 16. veljače 2021. (Wayback Machine)
- David Thewlis Online